# 요시다 유타카 (축구 선수)
요시다 유타카(일본어: 吉田 豊, 1990년 2월 17일 ~ )는 일본의 축구 선수이다. 현재 J2리그의 시미즈 에스펄스에서 뛰고 있다.

## 구단 경력
그는 2008년부터 J리그의 방포레 고후, 시미즈 에스펄스, 사간 도스, 나고야 그램퍼스에서 뛰었다.

## 국가대표팀 경력
그는 2007년 FIFA U-17 월드컵에 참가할 일본 U-17 국가대표팀에 발탁되었으며, 3경기에 출전했다.